# French Montana
Karim Kharbouch, mer känd under sitt artistnamn French Montana, född 9 november 1984 i Rabat, är en marockansk-amerikansk rappare och singer-songwriter.

## Biografi
Kharbouch är född i Rabat, Marocko. Vid 13 års ålder emigrerade Kharbouch till South Bronx i New York. Han är grundaren av sitt eget skivbolag Coke Boys Records. Under 2012 tecknade han avtal med Bad Boy Records och Maybach Music Group.